# غابيلي (الصومال)
غابيلي (بالصومالية: Gabiley)‏ هي مدينة تقع في محافظة وقويي جالبيد شمال غرب صوماليلاند. وهي بمثابة عاصمة زراعية لها. استقر أغلب سكان المنطقة على مدى 300 سنة ماضية حيث كانت المدن الكبيرة والصغيرة أكثر من أي مكان آخر في الصومال.

## الموقع
تقع جابيلي على بعد 58 كيلومترًا غرب مدينة هرجيسا، عاصمة صوماليلاند. وتتوسط مقاطعة غابيلي حيث يحدّها من الشمال خليج عدن، ومن الغرب مقاطعة عدل، ومن الشرق مقاطعة هرجيسا، ومن الجنوب المنطقة الصومالية في إثيوبيا.

## البلديات
غالبية الناس في المقاطعة استقروا فيها منذ نحو ثلاثمئة عام. يوجد في مقاطعة غابيلي أكبر عدد من البلدات الكبرى والصغيرة بالمقارنة بأي مكان آخر في صوماليلاند.
المدن الرئيسية:
- غابيلي وهي عاصمة المقاطعة
- واغالي
- عربسیو
- قلبايده
- ألايبادي

البلدات الصغيرة:
- أغابار
- البردالي
- سيل شيخ
- غالولي
- هركداد
- جيدبلاده
- جلدوين
- أرجيغتا
- تيسا
- شدهينتا
- إجعاره
- بوقور
- باس
- علي حايده
- غوجيسا
- جيدعبيرا

## التاريخ
تُعدّ غابيلي أحد أقدم بلدات صوماليلاند بعد كل من زيلع وبربرة وعمود. يُعتقد أنَّ بعض الحجارة التي تُركت في المنطقة كان قد أخذ منها لبناء الأهرامات.

## التركيب السكاني
يبلغ عدد سكان بلدة غابيلي نحو 106,914 نسمة.
يقطن مقاطعة غابيلي التي تقع فيها المدينة أشخاص من المجموعة العرقية الصومالية من سكان عشيرة جبريل أبو قور من قبيلة هبر أول.

## التعليم
تنتشر المدارس الابتدائية والثانوية والتعليم الجامعي في جميع أنحاء المقاطعة، أمَّا التجمعات الأصغر فتتوفر بها مدارس ابتدائيّة خاصة. وبالنسبة للتعليم ما بعد الثانوي فقد اٌفتتحت جامعة تِمَعَدّي في عام 1999 لتلبية احتياجات طلاب المدينة. تحمل هذه الجامعة اسم الشاعر الصومالي الشهير عبد الله سلطان محمد تِمَعدّي (1920-1973) الذي ولِد في بلدة غالولي الصغيرة الواقعة على مقربة من المدينة. ينمو النظام التعليمي في مقاطعة غابيلي بوتيرة أسرع من معظم مناطق صوماليلاند الأخرى.

## الرعاية الصحية
توجد في غابيلي خمسة مستشفيات تخدم المواطنين. أعلن عن افتتاح مستشفى ضخم في المنطقة عام 2010، وهو يقدم مجموعة واسعة من الخدمات الطبية للمنطقة على نطاق أكبر.
اعتبارًا من عام 2016، قاد الحكومة المحليّة محمد أمين عمر عبدي، وهو عمدة مدينة غابيلي الحالي وحاكم مقاطعة غابيلي.

## الزراعة

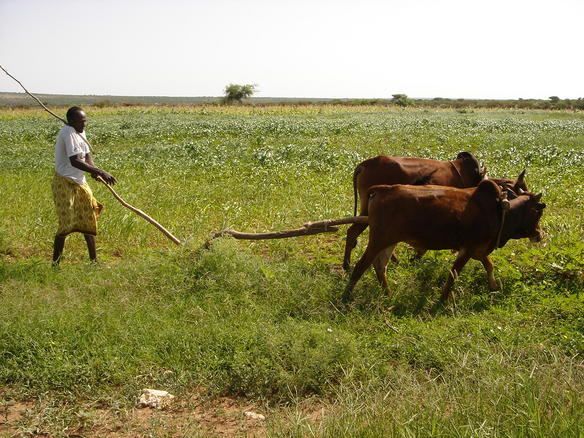
مزارع يحرث أرضه بالقرب من مدينة غابيلي

تمثّل غابيلي الأرض الزراعيّة الرئيسيّة لصوماليلاند حيث تنتج ما تعادل نسبته 85% من إمداداتها الغذائيّة، وهي مشهورة بصناعتها الزراعيّة والفلاحيّة التي تُنتج معظم المحاصيل الزراعيّة ضمن صوماليلاند. تشمل المحاصيل المزروعة في المنطقة التفاح والبرتقال والموز والذرة والكمثرى والقمح والشعير والفول والليمون والبازلاء والفول السوداني والبطاطا والطماطم والبصل والثوم والملفوف والبروكلي والبطيخ والبابايا وغيرها الكثير من أنواع الفواكه والخضروات. تعتبر غابيلي أكثر المناطق خصوبةً في صوماليلاند.

## المناخ
يعتبر المناخ السائد في هذه المنطقة مناخًا سهبيًا محليًا. لا تهطل الأمطار بكثرة في غابيلي على مدار العام. ووفقًا لتصنيف كوبن للمناخ، يُصنف مناخ غابيلي على أنّه مناخ شبه قاحل حار. يبلغ متوسط درجات الحرارة السنوية في غابيلي 21.4 درجة مئوية. في حين يبلغ متوسط هطول الأمطار السنوي 489 ملم. ديسمبر هو الشهر الأكثر جفافًا خلال السنة. وبالمقابل، يبلغ هطول الأمطار ذروته في شهر أغسطس بمتوسط قدره 91 ملم. يونيو هو أحر أشهر السنة. بلغ متوسط درجة الحرارة في شهر يونيو 24.5 درجة مئوية. أمَّا يناير فهو أبرد شهور السنة حيث تسجل درجة الحرارة فيه متوسطًا بنحو 17.6 درجة مئوية. ثمة تفاوت قدره 89 ملم في هطول الأمطار بين أكثر الشهور جفافًا وأكثرها هطولًا. أمَّا التفاوت في درجات الحرارة السنوية فيبلغ حوالي 6.9 درجة مئوية.
| البيانات المناخية لـغابيلي                                 | البيانات المناخية لـغابيلي | البيانات المناخية لـغابيلي | البيانات المناخية لـغابيلي | البيانات المناخية لـغابيلي | البيانات المناخية لـغابيلي | البيانات المناخية لـغابيلي | البيانات المناخية لـغابيلي | البيانات المناخية لـغابيلي | البيانات المناخية لـغابيلي | البيانات المناخية لـغابيلي | البيانات المناخية لـغابيلي | البيانات المناخية لـغابيلي | البيانات المناخية لـغابيلي |
| الشهر                                                      | يناير                      | فبراير                     | مارس                       | أبريل                      | مايو                       | يونيو                      | يوليو                      | أغسطس                      | سبتمبر                     | أكتوبر                     | نوفمبر                     | ديسمبر                     | المعدل السنوي              |
| ---------------------------------------------------------- | -------------------------- | -------------------------- | -------------------------- | -------------------------- | -------------------------- | -------------------------- | -------------------------- | -------------------------- | -------------------------- | -------------------------- | -------------------------- | -------------------------- | -------------------------- |
| متوسط درجة الحرارة الكبرى °م (°ف)                          | 24.6 (76.3)                | 26.1 (79.0)                | 28.1 (82.6)                | 28.6 (83.5)                | 29.9 (85.8)                | 30.7 (87.3)                | 29.2 (84.6)                | 29.2 (84.6)                | 29.9 (85.8)                | 27.9 (82.2)                | 26 (79)                    | 24.2 (75.6)                | 27.9 (82.2)                |
| متوسط درجة الحرارة الصغرى °م (°ف)                          | 10.6 (51.1)                | 12.2 (54.0)                | 14.4 (57.9)                | 16.2 (61.2)                | 17.4 (63.3)                | 18.3 (64.9)                | 17.8 (64.0)                | 17.6 (63.7)                | 17.4 (63.3)                | 14.4 (57.9)                | 12.2 (54.0)                | 11.2 (52.2)                | 15.0 (59.0)                |
| الهطول مم (إنش)                                            | 4 (0.2)                    | 11 (0.4)                   | 33 (1.3)                   | 74 (2.9)                   | 63 (2.5)                   | 36 (1.4)                   | 73 (2.9)                   | 91 (3.6)                   | 76 (3.0)                   | 18 (0.7)                   | 8 (0.3)                    | 2 (0.1)                    | 489 (19.3)                 |
| المصدر: البيانات من موقع Climate-Data.org على ارتفاع 1460م |                            |                            |                            |                            |                            |                            |                            |                            |                            |                            |                            |                            |                            |

## الخدمات
تعدّ غابيلي المنطقة الوحيدة في صوماليلاند التي ظلت محتفظة بخدمات خطوط الهاتف في منازلها منذ اندلاع الحرب الأهلية. كما تتوفر فيها خدمات تغطية الهواتف الخليوية ومرافق لتغطية اتصال الإنترنت ومياه صنبور جارية تحت الأرض. تتمتع المقاطعة بالاكتفاء الذاتي بدرجة عالية ما يجعلها متقدمة مقارنة بالمناطق الأخرى في صوماليلاند.

## أعلام
- عبد الله سلطان محمد تِمَعَدّي، شاعر صومالي بارز خلال فترة ما قبل الاستعمار وما بعده. وهو من بلدة غالولي الواقعة بالقرب من المدينة. كان تِمَعَدّي يجري قراءات شعرية عامة في المنطقة. وهو ينتمي إلى عشيرة علي جبريل (رير حريد) من عشيرة جبريل أبوقور الفرعيّة.
- محمد حسن عبد الله، رئيس الأركان السابق للقوات المسلحة لصوماليلاند وجنرال في الحركة الوطنية الصومالية. وهو ينتمي إلى عشيرة علي جبريل (رير دلال) من عشيرة جبريل أبو بكر الفرعيّة.
- محمد فرح، لاعب ألعاب قوى دولي بريطاني من أصول صومالية الحاصل على ميدالية ذهبية أولمبية أربع مرات، والرياضي الأكثر تتويجًا في تاريخ ألعاب القوى البريطاني. ينتمي إلى عشيرة محمد جبريل (دريحان) من عشيرة جبريل أبو قور الفرعيّة.[17]
- نوح إسماعيل تاني، رئيس الأركان الحالي للقوات المسلحة لصوماليلاند. ينتمي إلى عشيرة علي جبريل (رير حريد) من عشيرة جبريل أبو قور الفرعيّة.

## وصلات خارجية
- أخبار غابيلي (بالصوماليَّة)
- غابيلي - الإحداثيات الجغرافيَّة